# Choko
 (avril 2021).
Si vous disposez d'ouvrages ou d'articles de référence ou si vous connaissez des sites web de qualité traitant du thème abordé ici, merci de compléter l'article en donnant les références utiles à sa vérifiabilité et en les liant à la section « Notes et références ».

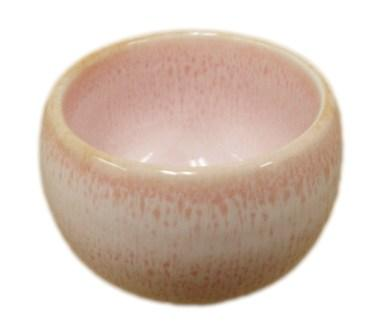
Un choko.

Un choko (猪口, parfois aussi appelé choku ou inoguchi)  ou o-choko (avec le préfixe honorifique « o ») est une petite coupe (de 2 à 4 cm de diamètre et de hauteur) en céramique ou porcelaine destinée au service du saké, l'alcool de riz du Japon.
Historiquement, cette vaisselle contenait une sauce pour le service des soba, les nouilles japonaises, mais à la faveur de la popularité du saké durant la période d'Edo, elle fut peu à peu consacrée au seul service de l’alcool.
Après avoir réchauffé le saké (à 50° max) au bain-marie dans un pichet appelé tokkuri, on le verse dans le choko afin de le déguster. Conséquemment à la large ouverture de la coupelle, le saké perd instantanément 5°, mais reste ensuite longtemps à bonne température en raison de l'inertie de la céramique.
On peut aussi y verser du saké froid, bien que dans ce cas, on préférera peut-être un choko en verre de facture récente ou un masu, un récipient traditionnel en bois.
On trouve également depuis le XXe siècle des coupelles plus larges (6 à 8 cm de diamètre et hauteur), appelées guinomi et destinées plutôt à la consommation personnelle.